# Trachea gnostica
Trachea gnostica är en fjärilsart som beskrevs av Felix Bryk 1948. Trachea gnostica ingår i släktet Trachea och familjen nattflyn. Inga underarter finns listade i Catalogue of Life.